# Sarah Smiles
"Sarah Smiles" is een nummer van de Britse band Bram Tchaikovsky. Het verscheen op zijn debuutalbum Strange Man, Changed Man uit 1979. In november 1978 werd het uitgebracht als de eerste single van het album.

## Achtergrond
"Sarah Smiles" is geschreven door zanger en gitarist Tchaikovsky en geproduceerd door Tchaikovsky in samenwerking met Nick Garvey en Peter Ker. Garvey en Tchaikovsky zaten eerder met elkaar in de band The Motors. De single werd alleen een kleine hit in Nederland, waar het in de Top 40 tot plaats 32 en in de Nationale Hitparade tot plaats 37 kwam.

## Hitnoteringen

### Nederlandse Top 40
| Hitnotering: 31-03-1979 t/m 14-04-1979 | Hitnotering: 31-03-1979 t/m 14-04-1979 | Hitnotering: 31-03-1979 t/m 14-04-1979 | Hitnotering: 31-03-1979 t/m 14-04-1979 | Hitnotering: 31-03-1979 t/m 14-04-1979 |
| Week                                   | 1                                      | 2                                      | 3                                      |                                        |
| -------------------------------------- | -------------------------------------- | -------------------------------------- | -------------------------------------- | -------------------------------------- |
| Nummer                                 | 33                                     | 32                                     | 33                                     | uit                                    |

### Nationale Hitparade
| Hitnotering: 07-04-1979 t/m 21-04-1979 | Hitnotering: 07-04-1979 t/m 21-04-1979 | Hitnotering: 07-04-1979 t/m 21-04-1979 | Hitnotering: 07-04-1979 t/m 21-04-1979 | Hitnotering: 07-04-1979 t/m 21-04-1979 |
| Week                                   | 1                                      | 2                                      | 3                                      |                                        |
| -------------------------------------- | -------------------------------------- | -------------------------------------- | -------------------------------------- | -------------------------------------- |
| Nummer                                 | 42                                     | 37                                     | 47                                     | uit                                    |

### NPO Radio 2 Top 2000
| Nummer met noteringen in de NPO Radio 2 Top 2000 | '00  | '01  |
| ------------------------------------------------ | ---- | ---- |
| Sarah Smiles                                     | 1190 | 1154 |

1. ↑  Een vetgedrukt getal geeft de hoogste notering aan.
2. ↑  2000 was het eerste jaar met een notering voor dit nummer.
3. ↑  Deze tabel is bijgewerkt tot en met de laatste editie (2024).